# Olle Nilsson Lööv
Olle Nilsson Lööv, född 23 augusti 2008, är en svensk fotbollsspelare som spelar för Mjällby AIF.

## Karriär
Nilsson Lööv är uppvuxen i Hörvik och spelade samtliga ungdomsår i Mjällby AIF. I mars 2025 blev han uppflyttad i A-laget och skrev på ett treårigt lärlingskontrakt. Nilsson Lööv gjorde allsvensk debut den 12 april 2025 i en 3–0-vinst över BK Häcken, där han blev inbytt under stopptid mot Abdoulie Manneh. Nilsson Lööv blev samtidigt Mjällbys yngsta allsvenska debutant genom tiderna vid en ålder av 16 år och 231 dagar.